# Otok (opčina)
Otok (též Otok Dalmatinski[zdroj?]) je vnitrozemská opčina, ležící v chorvatské Dalmácii východně od města Sinj (Splitsko-dalmatská župa). Žije zde 3 138 obyvatel (v opčině zahrnující i okolní vesnice Gala, Korita, Ovrlje, Ruda a Udovičić žije dohromady 5 782 obyvatel).
První písemná zmínka o opčině pochází z roku 1341.

## Významní rodáci
- Mirko Norac, bývalý generál chorvatské armády